# Paratrichogramma giraulti
Paratrichogramma giraulti is een vliesvleugelig insect uit de familie Trichogrammatidae. De wetenschappelijke naam is voor het eerst geldig gepubliceerd in 1980 door Hayat & Shuja-Uddin.